# Puszpángvirágúak
A puszpángvirágúak vagy buxusvirágúak (Buxales) a valódi kétszikűek közé tartozó növényrend. Örökzöld cserjék és fák tartoznak ide, tracheáik mellett valódi tracheidákkal. Virágaik aprók, a bibefelület a bibeszál teljes hosszában húzódik. Pollenjük poliaperturát.

## Rendszerezés
A Buxales rendet Dahlgren Archiválva 2007. február 14-i dátummal a Wayback Machine-ben a kétszikűek Rosiflorae alrendjébe tartozó rendként írta le, mely három családot tartalmaz:
- Buxaceae
- Daphniphyllaceae
- Stylocerataceae

Cronquist Archiválva 2011. szeptember 27-i dátummal a Wayback Machine-ben a Rosidae alosztály Euphorbiales rendjébe sorolja a taxont családként (Buxaceae).
Az APG-rendszer Buxaceae névvel jelöli a csoportot és a valódi kétszikűek elejére helyezi, az APG II viszont több korábban önálló, családként leírt taxont helyez el benne nemzetségként (például Pachysandra). Az APG III-rendszer a Buxales rendbe a kevéssé ismert Haptanthaceae és a Buxaceae családot helyezi, utóbbi tartalmazza a korábban külön családként kezelt Didymelaceae-t is.